# Maveric Lamoureux
Pour les articles homonymes, voir Lamoureux.
Maveric Lamoureux (né le 13 janvier 2004 à Laval dans la Province de Québec au Canada) est un joueur canadien de hockey sur glace. Il évolue à la position de défenseur.

## Biographie

### Carrière junior
Lamoureux commence sa carrière junior avec le Ice Storm de Montréal lors du tournoi sur invitation Brick en 2013-2014[réf. nécessaire]. Son équipe parvient à se qualifier pour la phase finale du tournoi et termine à la 6e place.
Il participe au Tournoi international de Québec en 2016-2017 avec l'Armada junior de Blainville-Boisbriand. En 2 matchs, il obtient une passe et son équipe se classe à la 15e place du tournoi.
Lors de la saison 2017-2018, il rejoint les Sélects du Nord, dans la Ligue de Hockey d'Excellence du Québec en niveau Bantam AAA. Il dispute 27 matchs, obtenant 4 points. Son équipe termine à la 4e place de la division Nord.
En 2018-2019, il prend part au championnat de l'est de l'Ontario. Il représente le Wild de l'Est de l'Ontario en moins de 15 ans. En 26 parties, il inscrit 21 points. Son équipe termine à la 1re place de la saison remportant tous ses matchs. En séries éliminatoires, ils éliminent les Mavericks de l'OHA en demi-finale puis remportent le championnat face au 67's junior d'Ottawa. Il dispute aussi le championnat des moins de 18 ans avec les Hawks de Hawkesbury. En 2 matchs, il n'obtient aucun point. Avec le Wild, il prend également part au championnat de la fédération de hockey de l'Ontario. En 8 rencontres, il comptabilise 4 points et son équipe termine à la 3e place. À la fin de la saison, il joue le tournoi des sélections mondiales sur invitation avec la sélection Pro Hockey. Il amasse 2 passes en 5 parties.
En 2019-2020, il rejoint les Élites de Jonquière dans la Ligue de Développement du Hockey du Québec. En 38 parties, il comptabilise 14 points. les Élites finissent à la 5e place de la saison régulière. En séries éliminatoires, ils sont battus par les Grenadiers de Châteauguay en huitièmes de finale. Il prend également part au Challenge CCM avec les Riverains. En 3 rencontres, il inscrit 2 points. Son équipe termine 3e de la division La Coop Fédérée et ne se qualifie pas pour la phase finale du tournoi.
Le 5 juin 2020, lors du repêchage d'entrée de la Ligue de hockey junior majeur du Québec, il est choisi en 12e position lors de la première ronde par les Voltigeurs de Drummondville.
La LHJMQ décide de maintenir coûte que coûte la Saison 2020-2021 malgré la pandémie de COVID-19. Plaçant en isolement les équipes présentant des cas positifs, elle maintient toutes les parties qui peuvent être disputées. Le calendrier, pour répondre aux exigences sanitaires des autorités n'autorise que des affrontements par district. À la fin de la saison, les Tigres de Victoriaville, particulièrement affecté, n'ont disputé que 26 matchs, tandis que les Mooseheads d'Halifax en disputent 43. Lors de la saison régulière, il dispute 24 matchs, amassant 7 points. Les Voltigeurs terminent à la 3e de la division Ouest. La LHJMQ est la seule ligue junior du Canada à parvenir à disputer des séries éliminatoires, deux équipes étant soumises à une quarantaine, les Mooseheads d'Halifax et les Eagles du Cap-Breton se voient exclus des séries. Lors des séries éliminatoires, ils sont battus par les Remparts de Québec en 3 rencontres lors des huitièmes de finale. La saison suivante, il joue 54 parties, totalisant 24 points et les Voltigeurs finissent à la 4e place de l'association Ouest. En séries éliminatoires, ils sont éliminés par l'Armada de Blainville-Boisbriand en 4 matchs lors des huitièmes de finale.
En prévision du repêchage de 2022, la centrale de recrutement de la LNH le classe au 38e rang des espoirs nord-américains chez les patineurs. Il est sélectionné au 29e rang par les Coyotes de l'Arizona.

## Statistiques

### En club
| Saison    | Équipe                                 | Ligue                           |    | Saison régulière | Saison régulière | Saison régulière | Saison régulière | Saison régulière |   | Séries éliminatoires | Séries éliminatoires | Séries éliminatoires | Séries éliminatoires | Séries éliminatoires |
| Saison    | Équipe                                 | Ligue                           | PJ | B                | A                | Pts              | Pun              | PJ               | B | A                    | Pts                  | Pun                  |                      |                      |
| 2013-2014 | Ice Storm de Montréal                  | BIT                             | 6  | 0                | 1                | 1                | 6                | 1                | 1 | 0                    | 1                    | 0                    |                      |                      |
| 2016-2017 | Armada junior de Blainville-Boisbriand | Tournoi international de Québec | 2  | 0                | 1                | 1                | 2                | -                | - | -                    | -                    | -                    |                      |                      |
| 2017-2018 | Sélects du Nord                        | LHEQ Bantam AAA                 | 27 | 1                | 3                | 4                | 20               | -                | - | -                    | -                    | -                    |                      |                      |
| 2018-2019 | Wild de l'Est de l'Ontario             | HEOC U15                        | 26 | 5                | 16               | 21               | 48               | 8                | 1 | 5                    | 6                    | 28                   |                      |                      |
| 2018-2019 | Hawks de Hawkesbury                    | HEOC U18                        | 2  | 0                | 0                | 0                | 2                | 1                | 0 | 0                    | 0                    | 0                    |                      |                      |
| 2018-2019 | Wild de l'Est de l'Ontario             | OHFC                            | 8  | 1                | 3                | 4                | 14               | -                | - | -                    | -                    | -                    |                      |                      |
| 2018-2019 | Sélection Pro Hockey                   | WSI U15                         | 5  | 0                | 2                | 2                | 12               | -                | - | -                    | -                    | -                    |                      |                      |
| 2019-2020 | Élites de Jonquière                    | LDHQ                            | 38 | 2                | 12               | 14               | 54               | -                | - | -                    | -                    | -                    |                      |                      |
| 2019-2020 | Riverains du Collège Charles-Lemoyne   | CM CCM                          | 3  | 1                | 1                | 2                | 2                | -                | - | -                    | -                    | -                    |                      |                      |
| 2020-2021 | Voltigeurs de Drummondville            | LHJMQ                           | 24 | 1                | 6                | 7                | 26               | 3                | 0 | 0                    | 0                    | 0                    |                      |                      |
| 2021-2022 | Voltigeurs de Drummondville            | LHJMQ                           | 54 | 4                | 20               | 24               | 69               | 4                | 0 | 1                    | 1                    | 4                    |                      |                      |
| 2022-2023 | Voltigeurs de Drummondville            | LHJMQ                           | 35 | 5                | 14               | 19               | 62               | 9                | 2 | 4                    | 6                    | 16                   |                      |                      |
| 2023-2024 | Voltigeurs de Drummondville            | LHJMQ                           | 39 | 9                | 24               | 33               | 53               | -                | - | -                    | -                    | -                    |                      |                      |
| 2024-2025 | Roadrunners de Tucson                  | LAH                             | 42 | 2                | 11               | 13               | 48               | 3                | 0 | 0                    | 0                    | 0                    |                      |                      |
| 2024-2025 | Club de hockey de l'Utah               | LNH                             | 15 | 1                | 2                | 3                | 42               | -                | - | -                    | -                    | -                    |                      |                      |

## Trophées et honneurs personnels

### HEO U15
- 2018-2019 : champion des moins de 15 ans avec le Wild de l'Est de l'Ontario.